# Cămărașu (okręg Kluż)
Cămărașu – wieś w Rumunii, w okręgu Kluż, w gminie Cămărașu. W 2011 roku liczyła 1522 mieszkańców.